# The British School
The British School de Punta Arenas es un establecimiento educacional particular pagado y uno de los más caros de Chile entre los colegios privados, además de ser conocido por ser el colegio en el cual, el actual Presidente de la República de Chile, Gabriel Boric Font, cursó sus estudios básicos y medios  egresando de 4to medio en 2003. Fue fundado en 1896 por el reverendo John Williams con el nombre de English Church School, para que la colonia británica residente en Magallanes pudiera mantener su estilo de vida y de educación. La "English Church School" operaba diariamente en el edificio de la iglesia anglicana ubicado en calle Santiago (actualmente Waldo Seguel), localización que mantiene hasta el presente y en las últimas décadas ha destacado por ser el colegio más costoso de la región.

## Historia
En 1895 el obispo anglicano Waite Hocking Stirling (con autoridad sobre toda América Austral) envió a Punta Arenas al reverendo John Williams y a su familia para cubrir la creciente necesidad de un capellán que sirviera a la numerosa colonia británica que había llegado a la patagonia. El reverendo Williams no sólo se concentró en los colonos británicos sino que también comenzó una congregación de habla hispana. Sus dos principales obras fueron la construcción de St. James Church y la fundación del primer colegio inglés de la Patagonia. The British School de Punta Arenas fue fundado el año 1896 por el Reverendo John Williams, bajo el nombre de English Church School, como parte de la necesidad natural de la Colonia Británica residente en Magallanes de mantener su estilo de vida y de educación. El English Church School operaba diariamente en el edificio de la iglesia anglicana ubicado en calle Santiago (actualmente Waldo Seguel), localización que mantiene hasta el presente.
En 1904 y bajo la supervisión de Mr. Edwin Aspinall, el Colegio Inglés es nombrado Saint James College. Aunque se aceptaban alumnos de familias chilenas, los principios educativos estaban basados en el modelo británico, preparando a los alumnos mayores para los exámenes universitarios ingleses. El Saint James College cerró sus puertas temporalmente en 1937. En 1942 adopta su nombre actual "The British School", al alero del British Council y bajo la dirección de Mr. Gilbert J. Butland. Al año siguiente es reconocido como Centro Examinador de The University of Cambridge. Es reconocido como Cooperador de la Función Educacional del Estado, según Resolución N.º 129, de fecha 9 de enero de 1946. El colegio fue creciendo en el tiempo y espacio, hasta llegar a completar la enseñanza media, cuya primera promoción egreso de Cuarto Año Medio en 1983. En 1977 participó como miembro fundador de la Asociación de Colegios Británicos de Chile (ABSCH). Además, es miembro de la Federación de Instituciones de Educación Particular (FIDE) y pertenece a la Organización del Bachillerato Internacional (Internacional Baccalaureate Organization).

### Ingreso al Bachillerato Internacional
El año 2006, bajo la dirección de Mr. John Harrison, el colegio ingresa en la Organización del Bachillerato Internacional y se le da la autorización de impartir el Programa del Diploma. Los primeros exámenes internacionales se rindieron en la convocatoria de noviembre de 2008. En mayo de 2009 obtiene la autorización para el Programa de los Años Intermedios (PAI) y en enero de 2010 para el Programa de la Escuela Primaria (PEP), con lo que The British School se convirtió en uno de los tres colegios de Chile que imparte todos los programas académicos del Bachillerato Internacional.

### Rectores
Solo tres rectores han estado en el cargo en periodos distintos, donde John Williams estuvo en el cargo en tres momentos distintos y Leslie Pearson en dos periodos diferentes.
| - John Williams (1896-1901) - Edwin Aspinall (1903-1909) - John Smith (1910-1911) - John C. Cater (1912-1917) - John Williams (1918-1919) - G.D. Stephen (1920) - John Williams (1921-1924) - Alexander J. Colvin (1925-1927) - Cyril M. Francis (1928-1930) - J. Foley Whaling (1931) - Frederick Laight (1932-1935) - Olive Aldridge (1936-1937) - Gilbert J. Buttland (1942-1946) - Joseph McElroy (1947-1957) - Herbert Sherriff (1958-1962) - Glanmore Davies (1962-1965) | - Derek W. Walker (1966-1969) - William H. Gardiner (1970-1972) - Rodney J. Walker (1973-1974) - Sylvia Harambour (1975-1976) - Edward R. Aldridge (1977-1983) - Gloria Ruiz (1983) - Leslie Pearson (1983-1987) - Peter Dooley (1988-1993) - Richard Dain (1994-1995) - Leslie Pearson (1996-1997) - John Mc Carry (1998-1999) - Francis J. Popleton (2000-2003) - José Ramón González (2004) - John Harrison (2005-2012) - Alejandra Barrios Harmer (2012 -2023 ) - Álvaro González Sanzana (2023 - ) | \| Rector \| Años totales \| \| ------------------------ \| ------------ \| \| John Williams \| 12 \| \| Joseph McElroy \| 11 \| \| Alejandra Barrios Harmer \| 10 \| \| John Harrison \| 8 \| \| Edward R. Aldridge \| 7 \| \| Edwin Aspinall \| 7 \| \| Leslie Pearson \| 7 \| \| Peter Dooley \| 6 \| \| John C. Cater \| 6 \| \| Gilbert J. Buttland \| 5 \| \| Herbert Sherriff \| 5 \| \| Derek W. Walker \| 4 \| \| Francis J. Popleton \| 4 \| \| Glanmore Davies \| 4 \| \| Frederick Laight \| 4 \| \| William H. Gardiner \| 3 \| \| Alexander J. Colvin \| 3 \| \| Cyril M. Francis \| 3 \| \| John Mc Carry \| 2 \| \| Richad Dain \| 2 \| \| Rodney J. Walker \| 2 \| \| Olive Aldridge \| 2 \| \| Sylvia Harambour \| 2 \| \| John Smith \| 2 \| \| G.D. Stephen \| 1 \| \| José Ramón Gonzalez \| 1 \| \| Gloria Ruiz \| 1 \| \| J. Foley Whaling \| 1 \| |
| Rector | Años totales | |
| John Williams | 12 | |
| Joseph McElroy | 11 | |
| Alejandra Barrios Harmer | 10 | |
| John Harrison | 8 | |
| Edward R. Aldridge | 7 | |
| Edwin Aspinall | 7 | |
| Leslie Pearson | 7 | |
| Peter Dooley | 6 | |
| John C. Cater | 6 | |
| Gilbert J. Buttland | 5 | |
| Herbert Sherriff | 5 | |
| Derek W. Walker | 4 | |
| Francis J. Popleton | 4 | |
| Glanmore Davies | 4 | |
| Frederick Laight | 4 | |
| William H. Gardiner | 3 | |
| Alexander J. Colvin | 3 | |
| Cyril M. Francis | 3 | |
| John Mc Carry | 2 | |
| Richad Dain | 2 | |
| Rodney J. Walker | 2 | |
| Olive Aldridge | 2 | |
| Sylvia Harambour | 2 | |
| John Smith | 2 | |
| G.D. Stephen | 1 | |
| José Ramón Gonzalez | 1 | |
| Gloria Ruiz | 1 | |
| J. Foley Whaling | 1 | |

## Corporación Británica de Punta Arenas
En 1989 la Sociedad Anglicana de Punta Arenas formó la Corporación Británica de Punta Arenas, una asociación sin fines de lucro, constituida por una mayoría de personas de ascendencia británica y que tiene como objetivo principal regir los destinos de The British School. Es dirigida por un Directorio, cuyos miembros son elegidos por la Asamblea por un período de tres años; uno de ellos es nombrado por la Corporación Anglicana de Chile como representante directo del obispo diocesano. Su presidente actual es Jan Gysling Brinkmann.

## Alumnado
- Gabriel Boric Font, exdiputado y Presidente de la República de Chile 2022-2026.
- Montserrat Ballarín del Valle, actriz.
- Jorge Arecheta Fernández, actor.
- Jennifer Mayani, actriz, modelo y ex-chica reality.
- Felipe Izquierdo Correa, comunicador y comediante.
- Sergio Fernández Fernández, abogado y exministro de Estado.
- Christian Matheson Villán, diputado.